# Wdowi szpic

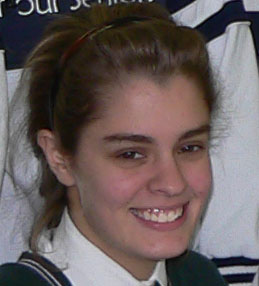
Wdowi szpic u młodej kobiety

Wdowi szpic (ang. widow’s peak) – przedłużenie owłosienia skóry głowy w linii środkowej w kształcie litery „V”. Nazwa pochodzi z brytyjskiego folkloru – wierzono, że ta cecha u kobiety świadczy o tym, że wkrótce pochowa ona swojego męża.
Cecha ta może być izolowaną anomalią, podlegającą dziedziczeniu autosomalnemu dominującemu; może też stanowić część obrazu zespołów wad wrodzonych. Często współistnieje z hiperteloryzmem ocznym.
Niektóre zespoły wad wrodzonych, w których spotyka się wdowi szpic:
- zespół Aarskoga
- zespół Opitza-G
- zespół Waardenburga
- dysplazja czołowo-nosowa.